# John Denham (Politiker)

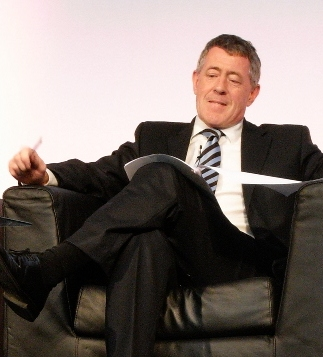
Denham im Oktober 2008

 John Yorke Denham (* 15. Juli 1953) ist ein britischer Politiker der Labour Party.

## Politik
John Denham war in der Regierung von Tony Blair britischer Staatsminister im Innenministerium und Stellvertreter von Innenminister David Blunkett. Er trat am 18. März 2003 aus Protest gegen die Irak-Politik der Regierung zurück. Ab Juni 2007 war er Mitglied im Kabinett der Regierung von Gordon Brown. Nachdem Denham zunächst Minister für Innovation und Universitäten war, wechselte er bei einem Kabinettsumbau im Juni 2009 als Nachfolger von Hazel Blears auf das Ministeramt für Kommunen und Lokalpolitik. Nach den verlorengegangenen Unterhauswahlen im Mai 2010 musste er diesen Posten aufgeben.
Er ist zudem Mitglied des Unterhauses und des Privy Council.